# Levitate (álbum de Bruce Hornsby)
Levitate é o décimo álbum de estúdio de Bruce Hornsby. Foi o terceiro álbum de estúdio de Hornsby com sua banda em turnê, Bruce Hornsby e os Noisemakers, e foi seu primeiro lançamento na Verve Records.
De certa forma uma partida musical para Hornsby e os Noisemakers, Levitate não apresenta solos de piano. Muitas das músicas também apresentam motivos líricos da ciência e da natureza. Várias músicas foram co-escritas com Chip DeMatteo para um musical intitulado SCKBSTD.
A faixa-título foi usada no documentário de Spike Lee, Kobe Doin 'Work. Invisible foi apresentado no filme World's Greatest Dad, de Bobcat Goldthwait, no qual Hornsby também fez uma aparição como ele mesmo.
Muito parecido com o lançamento de 2004, Halcyon Days, Levitate apresenta artistas convidados e pessoas próximas a Hornsby, principalmente Eric Clapton, os filhos gêmeos de Hornsby, Russell e Keith, o letrista da Grateful Dead, Robert Hunter e o sobrinho de Hornsby, R. S. Hornsby, que foi morto em um acidente de carro. mais de uma semana depois de gravar um memorável solo de guitarra em "Continents Drift". O álbum foi dedicado à sua memória.

## Paradas musicais
| Críticas profissionais | Críticas profissionais |
| Avaliações da crítica  | Avaliações da crítica  |
| Fonte                  | Avaliação              |
| ---------------------- | ---------------------- |
| Allmusic               | [ 1 ]                  |

| Parada (2009)                  | Posição |
| ------------------------------ | ------- |
| US Billboard 200               | 116     |
| US Top Rock Albums (Billboard) | 47      |